# ويتني وولف هيرد
ويتني وولف هيرد (من مواليد 1 يوليو 1989) هي رائدة أعمال أمريكية والمؤسس والرئيس التنفيذي لتطبيق بامبل، وهو تطبيق للمواعدة تم إطلاقه في عام 2014 وكانت مديرة تنفيذية في تندر.  في عام 2021، أصبحت هيرد أصغر مليارديرة في العالم بعد طرح بامبل للجمهور. أصبحت أيضًا أصغر امرأة تطرح شركة عامة في سن 31. 

## حياتها المبكرة
وُلدت وولف هيرد في مدينة سولت ليك سيتي بولاية يوتا لأبوين مايكل وولف، وهو مطور عقارات ثري يهودي، وكيلي وولف الكاثوليكية.   التحقت وولف هيرد بمدرسة القاضي التذكارية الكاثوليكية الثانوية. عندما كانت في الصف الرابع، ذهبت مع العائلة في إجازة إلي باريس، فرنسا.
التحقت وولف هيرد بجامعة جامعة ساوثرن ميثوديست، حيث تخصصت في الدراسات الدولية.   أثناء وجودها في الكلية وفي سن العشرين، بدأت نشاطًا تجاريًا لبيع أكياس حمل الخيزران لصالح المناطق المتأثرة بالتسرب النفطي في خليج المكسيك 2010. عقدت هيرد شراكة مع المصمم الشهير باتريك أوفدينكامب لإطلاق منظمة غير ربحية تسمى «مشروع ساعدنا».  بعد التخرج، سافرت وولف هيرد إلى جنوب شرق آسيا حيث عملت مع دور الأيتام.  

## مسيرتها المهنية

### تندر
شغلت هيرد نائب رئيس التسويق في تندر.   يقال إنها كانت وراء اسم التطبيق.  كما كان لها الفضل في تأجيج شعبية التطبيق في حرم الجامعات وزيادة قاعدة مستخدميها.  تركت هيرد الشركة في عام 2014 بسبب التوترات المتزايدة مع مديري الشركة الآخرين. بعد ترك الشركة، رفعت وولف هيرد دعوى قضائية ضد تندر بتهمة التحرش الجنسي.  ورد أنها تلقت أكثر من مليون دولار بالإضافة إلى الأسهم كجزء من التسوية. 

### بامبل
في ديسمبر 2014، انتقلت وولف هيرد إلى أوستن، تكساس، وأسست تطبيق بامبل، وهو تطبيق مواعدة يركز على الإناث.    بحلول ديسمبر 2015، وصل التطبيق إلى أكثر من 15 مليون محادثة و 80 مليون تطابق.
في نوفمبر 2017، كان لدى بامبل أكثر من 22 مليون مستخدم مسجل. 
في سبتمبر 2019، كان تندر و بامبل أول وثاني أكثر تطبيقات المواعدة شيوعًا في الولايات المتحدة، حيث بلغ عدد المستخدمين الشهريين 7.9 مليون و 5 ملايين على التوالي. 
في فبراير 2021، أصبح لدي بامبل تقييم بقيمة 13 مليار دولار بعد إدراج الأسهم في بورصة ناسداك. 
في عام 2021، أصبحت هيرد أصغر مليارديرة عصامية في العالم بعد طرح بامبل للجمهور. قدرت فوربس صافي ثروتها بنحو 1.5 مليار دولار. 

## حياتها الشخصية
في ديسمبر 2013، التقت مايكل هيرد خلال رحلة تزلج في أسبن.  تزوجا في عام 2017. في ديسمبر 2019، أعلن الزوجان ولادة طفلهما الأول. 
في عام 2019، باع الزوجان مجمع عائلة مايكل في تكساس مقابل 28.5 مليون دولار.  
في عام 2020، أدرجت فوربس هيرد في المرتبة 39 في قائمة أفضل 100 «أغنى نساء في أمريكا من العصاميين». 

## وصلات خارجية
- ويتني وولف هيرد على موقع IMDb (الإنجليزية)